# Agnaldo Rayol
Agnaldo Coniglio Rayol (Rio de Janeiro, 3 de maio de 1938 – São Paulo, 4 de novembro de 2024) foi um cantor, apresentador e ator brasileiro. Com mais de 70 anos de carreira, era conhecido pela voz barítono e o repertório romântico, especialmente as músicas italianas. Era irmão do também cantor Reynaldo Rayol.
Na década de 1970 se tornou o principal galã da RecordTV, protagonizando novelas como A Última Testemunha, As Pupilas do Senhor Reitor, Os Deuses Estão Mortos e Sol Amarelo, além de apresentar o histórico Agnaldo Rayol Show.

## Biografia
Filho do paraense Agnello Vasconcelos Rayol e da carioca Rosa Coniglio, filha de imigrantes italianos da Calábria. Agnaldo Rayol iniciou a carreira de cantor aos cinco anos na Rádio Nacional do Rio de Janeiro, no programa Papel carbono, de Renato Murce, e aos dez anos estreia no cinema, no filme Também Somos Irmãos. Depois de morar algum tempo em Natal, voltou em 1951 ao Rio de Janeiro e participou do filme Maior Que o Ódio.
Foi obrigado a parar de cantar entre 1952 e 1954, por causa de mudanças hormonais próprias da adolescência, que afetaram a voz.
A partir do fim dos anos 1950, quando a voz potente de adulto se estabiliza, firma-se na carreira levando adiante o estilo impostado e operístico comum aos cantores da geração anterior, como Vicente Celestino e Francisco Alves. Como exemplo dessa peculiar forma de cantar, a magistral interpretação da Ave Maria emocionou noivas de várias gerações, que não hesitavam em pagar o caro cachê para tê-lo cantando em cerimônias de casamento. Em 1956 foi contratado pela Rádio Tupi e dois anos depois gravou o primeiro disco pela gravadora Copacabana.
O auge da carreira acontece na década de 60, com programas próprios na Rede Record, entre eles Agnaldo RayoI Show e Corte RayoI Show, ao lado do humorista Renato Corte Real. Foi uma das atrações da edição de estreia do programa Jovem Guarda. No cinema, protagonizou Agnaldo, Perigo à Vista em 1969 e, ainda como ator, esteve no elenco das telenovelas Mãe (1964), O Caminho das Estrelas (1965), A Última Testemunha (1968), As Pupilas do Senhor Reitor (1970) e Os Imigrantes (1981).
Nos anos 1980, comandou por oito anos o grande sucesso Festa Baile, programa musical produzido pela TV Cultura. Em 1981, no Uruguai, ganhou o Festival Internacional da Canção, onde participaram cantores de todo o mundo. Agnaldo cantou também na Argentina, México, Estados Unidos, Portugal e Itália.
Sempre fiel ao repertório romântico, nos anos 90 faz sucesso interpretando canções italianas, língua que domina perfeitamente por ser a mãe nascida na Itália. Duas entraram para o repertório de telenovelas da Rede Globo e estouraram nas paradas: "Mia Gioconda" na novela O Rei do Gado e "Tormento d'Amore", tema de abertura da novela Terra Nostra gravada em Londres em dueto com a soprano Charlotte Church.
No dia 30 de abril de 2006, Agnaldo acabara de vir de um concerto e estava pronto para embarcar no aeroporto de Porto Alegre quando tropeçou e caiu no chão por osteoporose, fraturando o fêmur da perna direita. Inicialmente foi atendido no Hospital de Pronto Socorro de Porto Alegre por uma das primeiras médicas emergencistas do Brasil, Dra Ana Cristina Oliveira da Rocha, acompanhada da médica residente Bianca Bertuzzi. Após devida estabilização, foi levado para o Hospital Mãe de Deus na capital gaúcha, esteve internado por uma semana e comemorou ali o 68º aniversário, numa festa organizada pelas freiras que comandam o serviço de enfermagem do hospital.
No dia 11 de maio de 2007, cantou durante a missa de canonização de Frei Galvão pelo então Papa Bento XVI na pista de aviação do Aeroporto Campo de Marte, no bairro paulistano de Santana.
Em novembro de 2009, Agnaldo participou do Livro/CD Mensagens Positivas nas vozes dos grandes nomes do rádio brasileiro cantando a música "Esperança", que é a faixa 1 deste CD. Esta obra é de autoria do escritor Antônio Marcos Pires e foi lançado pela Editora Santuário e amplamente divulgado pela Rádio Globo.

## Morte
O cantor morreu aos 86 anos na madrugada de 4 de novembro de 2024 após uma queda em sua casa em Santana, na zona norte de São Paulo. O artista estava acompanhado de um cuidador da família e estava lúcido quando o Serviço de Atendimento Móvel de Urgência (SAMU) foi acionado. Rayol foi levado ao Hospital HSanp, também no bairro de Santana, com um corte na cabeça. Foi constatado traumatismo craniano precisando ser intubado, seu quadro piorou e acabou não resistindo.

Em nota, a assessoria de imprensa do cantor destacou a trajetória de Rayol:
“Agnaldo Rayol deixa um legado inestimável para a música brasileira, com uma carreira que atravessou décadas e tocou os corações de milhões de fãs. A família agradece as manifestações de carinho e apoio. Informações sobre o velório e cerimônia de despedida serão divulgadas em breve”

## Discografia
- 2013 - Agnaldo Rayol e Amigos Ao Vivo em Alto Mar
- 2011 - O Amor É Tudo (coletânea)
- 2006 - Maria Maria Marias
- 2000 - Agnaldo Rayol
- 2000 - Mensageiro do Amor
- 2000 - Sempre Boleros
- 1999 - Focus
- 1999 - Você É Um Pouco de Mim
- 1999 - Terra nostra
- 1998 - Tormento D'amore
- 1997 - Todo o Sentimento
- 1997 - Sempre Romântico
- 1994 - Agnaldo Rayol
- 1986 - Meu Jeito de Amar
- 1984 - Água Caliente
- 1983 - Festa Baile com Agnaldo Rayol
- 1972 - Imagem
- 1971 - O Que Eu Canto
- 1971 - Agnaldo Rayol Canta os Sucessos da Parada
- 1968 - As Minhas Preferidas, na voz de Agnaldo Rayol
- 1968 - Agnaldo Rayol
- 1968 - Quero Lhe Dizer Cantando
- 1967 - Corte Rayol Show
- 1967 - Você é Um Pouco de Mim
- 1966 - Quando o Amor Te Chama
- 1966 - A Mais Bela Voz do Brasil
- 1965 - Sempre Te Amarei
- 1964 - Meu Amor É Mais Amor
- 1964 - Frente ao Mar
- 1963 - E Agora.../Manhã de Amor
- 1963 - Babalu/Canção de Outono
- 1963 - Maria Solidão/Acorrentados
- 1963 - Frente ao mar/Deixe para mim a culpa
- 1962 - Pierrô/Rosalinda
- 1962 - Eu quero twist/Terezinha
- 1962 - Se ela voltar/Faz tanto tempo
- 1962 - Adiante/E a Vida Continua
- 1962 - O Céu Que Vem de Você/De Joelhos
- 1962 - E a Vida Continua
- 1962 - Plenitude
- 1961 - Que Pena/Não Pode Ser
- 1961 - Se Ela Voltar
- 1961 - Eu Não Tenho Para Onde Ir
- 1961 - La novia/Diante de Deus
- 1961 - Felicidade/Fiquei Sozinho
- 1961 - Volta aos Meus Braços/E Eu Te Chamei de Amor
- 1960 - Minha Impaciência/Sou Eu
- 1960 - Marina/Sou Doido
- 1959 - Lo Sono Il Vento/Trágica Mentira
- 1959 - Não Me Condenem/Perdi Meu Amor
- 1959 - Você/Felicidade Ligeira
- 1959 - Dona Saudade/Escala de Cores
- 1959 - O Primeiro Natal/Eterno Natal
- 1959 - Noturno de Ouro Preto/Tu És o Meu Castigo
- 1959 - Maior Que a Saudade
- 1958 - Prece/Se Todos Fossem Iguais a Você
- 1958 - Onde Estará Meu Amor/Tarde Demais
- 1958 - Dançar Com Você/Serenata do Adeus
- 1958 - Sonhos Musicais
- 1958 - Agnaldo Rayol

## Filmografia

### Cinema
| Ano  | Título                  | Personagem   |
| ---- | ----------------------- | ------------ |
| 1949 | Também Somos Irmãos     | Hélio        |
| 1951 | Maior Que o Ódio        |              |
| 1958 | Chofer de Praça         | Ele mesmo    |
| 1958 | Uma Certa Lucrécia      |              |
| 1959 | Garota Enxuta           | Rafael       |
| 1959 | Jeca Tatu               | Ele mesmo    |
| 1960 | Pistoleiro Bossa Nova   |              |
| 1960 | Zé do Periquito         | Ele mesmo    |
| 1961 | Tristeza do Jeca        | Ele mesmo    |
| 1968 | Agnaldo, Perigo à Vista | Agnaldo Reis |
| 1970 | A Moreninha             |              |
| 1971 | A Herança               | Fortinbras   |
| 1976 | Possuídas pelo Pecado   | Marcelo      |

### Televisão
| Ano       | Nome                        | Personagem        | Notas                   |
| --------- | --------------------------- | ----------------- | ----------------------- |
| 1960      | Agnaldo e as Garotas        | Apresentador      |                         |
| 1964      | Mãe                         | Gustavo           |                         |
| 1965      | O Caminho das Estrelas      | Carlos Dória      |                         |
| 1967–1968 | Agnaldo Rayol Show          | Apresentador      |                         |
| 1968      | A Última Testemunha         | Otávio Olivieri   |                         |
| 1969      | São Paulo, Meu Amor         | Apresentador      |                         |
| 1970      | Cancioníssima               | Apresentador      |                         |
| 1970      | As Pupilas do Senhor Reitor | Daniel das Dornas |                         |
| 1971      | Os Deuses Estão Mortos      | Rafael Jordão     |                         |
| 1972      | Sol Amarelo                 | Heitor            |                         |
| 1973      | Dom Camilo e os Cabeludos   | Wolf              |                         |
| 1973–1974 | Domingo É Dia de Show       | Apresentador      |                         |
| 1979      | Como Salvar Meu Casamento   | Gilberto          |                         |
| 1980      | A Deusa Vencida             | Edmundo Amarante  |                         |
| 1980      | Dulcinéa Vai à Guerra       | Dr. Thales        |                         |
| 1981      | Os Imigrantes               | Miguel            |                         |
| 1983–1990 | Festa Baile                 | Apresentador      |                         |
| 1990      | Romeu e Julieta             | Willy             | Especial de fim de ano  |
| 1991      | A Escolinha do Golias       | Professor Willow  |                         |
| 2003      | Romeu e Julieta             | Bertoldo          | Especial de fim de ano  |
| 2004      | Meu Cunhado                 | Dr. Eli Paregoni  | Episódio: "Tô Mal"      |
| 2017      | Mister Brau                 | Tom Bob           | Episódio: "25 de abril" |